# Göta älv
Göta älv és un riu suec, que flueix entre el complex marítim Skagerrak/Kattegat i Vänern. Juntament amb Göta Kanal, que va entre Vänern i el Mar Bàltic i Klarälven que segueix cap a Noruega, conforma el sistema fluvial Göta älv el riu-canal més llarg de Suècia.